# Spellemannprisen 2020
Der Spellemannprisen 2020 war die 49. Ausgabe des norwegischen Musikpreises Spellemannprisen. Die Nominierungen berücksichtigten Veröffentlichungen des Musikjahres 2020. Die Verleihung der Preise fand bis zum 16. April 2021 statt. In der Kategorie „Årets Spellemann“ wurde Tix ausgezeichnet, den Ehrenpreis („Hedersprisen“) erhielt die Band Mayhem.

## Verleihung
Am 6. März 2021 wurden Sandeep Singh und Silje Nordnes als Moderationsduo für die Verleihung am 16. April 2021 bekannt gegeben. In dieser beim Norsk rikskringkasting (NRK) ausgestrahlten Sendung wurden sieben der Preisträger verkündet. Aufgrund der COVID-19-Pandemie und den in Oslo geltenden Regeln fand die Verleihung ohne Publikum statt. Live-Auftritte in der Sendung gab es unter anderem von Annie, Valkyrien Allstars und Sondre Lerche.
Die weiteren Gewinner von Genrepreisen wurden in einer eigenen Sendung von Moderator Tarjei Strøm vergeben. Bereits in der Woche vor der Preisverleihung am 16. April 2021 wurden die Gewinner von acht Kategorien in Radiosendungen des NRK verkündet.
Die Show war bei der 2022er-Ausgabe des Fernsehpreises Gullruten in der Kategorie „Bestes Show- oder Eventprogramm“ nominiert.

## Gewinner
| Kategorie                                                                   | Gewinner                         | Werk                          |
| --------------------------------------------------------------------------- | -------------------------------- | ----------------------------- |
| Barnemusikk (Kindermusik)                                                   | Sarah Camille                    | Spor av dråper og røde nebb   |
| Blues                                                                       | Daniel Eriksen                   | Barefoot Among Scarecrows     |
| Country                                                                     | Sweetheart                       | Sweetheart                    |
| Elektronika                                                                 | Niilas                           | Also This Will Change         |
| Folkemusikk/Tradisjonsmusikk (Volksmusik/Traditionsmusik)                   | Mads Erik Odde                   | Logne slåttar                 |
| Hederspris (Ehrenpreis)                                                     | Mayhem                           | –                             |
| Hiphop                                                                      | Musti                            | Qoyskayga                     |
| Indie/Alternativ                                                            | Okay Kaya                        | Watch This Liquid Pour Itself |
| Jazz                                                                        | Maria Kannegaard Trio            | Sand i en vik                 |
| Klassisk (Klassisch)                                                        | Eldbjørg Hemsing, Simon Trpčeski | Grieg: The Violin Sonatas     |
| Metal                                                                       | Okkultokrati                     | La ilden lyse                 |
| Pop                                                                         | Annie                            | Dark Hearts                   |
| Rnb/Soul                                                                    | Ivan Ave                         | Double Goodbyes               |
| Rock                                                                        | Daufødt                          | 1000 Island                   |
| Samtid (Gegenwart)                                                          | Det Norske Solistkor             | Lament                        |
| TONOs komponistpris (TONOs Komponistenpreis)                                | Daniel Herskedal                 | Call for Winter               |
| Viser (Weisen)                                                              | Valkyrien Allstars               | Slutte og byne                |
| Åpen Klasse (Offene Klasse)                                                 | Hedvig Mollestad                 | Ekhidna                       |
| Årets Gjennombrudd og Gramostipend (Durchbruch des Jahres und Gramostipend) | Musti                            | –                             |
| Årets Internasjonale Suksess (Internationaler Erfolg des Jahres)            | Girl in Red                      | –                             |
| Årets Låt (Lied des Jahres)                                                 | Frida Ånnevik & Chris Holsten    | Hvis verden                   |
| Årets Låtskriver (Songwriter des Jahres)                                    | Kristoffer Cezinando Karlsen     | Et godt stup i et grunt vann  |
| Årets Musikkvideo (Musikvideo des Jahres)                                   | B-Boy Myhre ft. Cezinando        | Gammel person                 |
| Årets Produsent (Produzent des Jahres)                                      | Matias Téllez                    | –                             |
| Årets Spellemann (Spellemann des Jahres)                                    | Tix                              | –                             |
| Årets Tekstforfatter (Textautor des Jahres)                                 | Kristoffer Cezinando Karlsen     | Et godt stup i et grunt vann  |

## Nominierte
Die Nominierungen wurden im Februar 2021 bekannt gegeben. Die meisten Nominierungen erhielt Cezinando (Kristoffer Cezinando Karlsen), der in den Kategorien „Hiphop“, „Årets Låtskriver“ (deutsch: Songwriter des Jahres) und „Årets Tekstforfatter“ (Textautor des Jahres) nominiert wurde. Des Weiteren wurde das Musikvideo zu seinem Lied Gammel person mit B-Boy Myhre in der Musikvideo-Kategorie nominiert. Tix erhielt zwei Nominierungen in der Kategorie „Årets låt“ (Lied des Jahres). Jeweils auch mehr als eine Nominierung erhielten Sondre Lerche und Musti.
In der Kategorie für das Lied des Jahres wurde der Gewinn zu 50 Prozent über ein Zuschauervoting, das Ende März begann, bestimmt.
Barnemusikk
- Sarah Camille: Spor av dråper og røde nebb
- Andreas Ihlebæk: Northern Lullabies
- Aslak Brimi, Mari Midtli: Huldra Hildur
- hei kalas: Hvorfor er jeg allergisk?

Blues
- Daniel Eriksen: Barefoot Among Scarecrows
- Knut Reiersrud: Ballads and Blues from the 20’s Vol. 1
- The Bills: Til The Blues Have Gone
- TORA: Girls

Country
- Darling West: We’ll Never Know Unless We Try
- Johan Berggren: Lilyhamericana
- Malin Pettersen: Wildhorse
- Sweetheart: Sweetheart

Elektronika
- Fredfades & Jawn Rice: Luv Neva Fades
- Gundelach: My Frail Body
- Lindstrøm & Prins Thomas: III
- Niilas: Also This Will Change

Folkemusikk/tradisjonsmusikk
- Mads Erik Odde: Logne slåttar
- Britt Pernille Frøholm: Fokhaugen
- Johanne Flottorp, Åsmund Solberg: Heimespel
- Ronny Kjøsen: BondeBohem

Hiphop
- Cezinando: Et godt stup i et grunt vann
- Dutty Dior: Komma, moshpit, status, kaotisk eleganse
- Musti: Qoyskayga
- S1sco: S1sco 2020

Indie/alternativ
- Okay Kaya: Watch This Liquid Pour Itself
- Das Body: Peregrine
- Nils Bech: Foolish Heart
- Siv Jakobsen: A Temporary Soothing

Jazz
- Maria Kannegaard Trio: Sand i en vik
- Gard Nilssen’s Supersonic Orchestra: If You Listen Carefully the Music Is Yours
- Harald Lassen: Human samling
- Møster!: Dust Breathing

Klassisk
- Eldbjørg Hemsing, Simon Trpčeski: Grieg: The Violin Sonatas
- Arve Tellefsen, Kaare Ørnung: Haijn Kaare Ørnung å Æ
- Edward Gardner, Bergen filharmoniske orkester: Benjamin Britten: Peter Grimes
- Sandra Lied Haga: Sandra Lied Haga

Metal
- Beaten to Death: Laat Maar, Ik Verhuis Naar Het Bos
- Enslaved: Utgard
- Okkultokrati: La Ilden Lyse
- Ormskrik: Ormskrik

Pop
- Annie: Dark Hearts
- Emilie Nicolas: Let Her Breathe
- Skaar: The Other Side of Waiting
- Sondre Lerche: Patience

Rnb/Soul
- Ivan Ave: Double Goodbyes
- EHI: Toni Braxton
- Lido: Peder
- Natnael: Mannekeng

Rock
- Daufødt: 1000 Island
- Motorpsycho: The All Is One
- The Good The Bad and The Zugly: Algorithm & Blues
- Undergrünnen: Ein revnande likegyldighet

Samtid
- Christian Wallumrød Ensemble: Many
- Det Norske Solistkor: Lament
- Kim Myhr & Australian Art Orchestra: Vesper
- Tøyen Fil og Klafferi: Botanisk hage

TONOs komponistpris
- Andreas Rotevatn: alea iacta est
- Daniel Herskedal: Call for Winter
- Henrik Ødegaard: Beatitudes
- Maja S.K. Ratkje: Maja S. K. Ratkje: Works for String Orchestra

Viser
- Marthe Wang: Bakkekontakt
- Stein Torleif Bjella: Øvre-Ål Toneakademi
- Terje Norum, Trond Granlund: Skogslusken
- Valkyrien Allstars: Slutte og byne

Åpen klasse
- Hedvig Mollestad: Ekhidna
- Jaga Jazzist: Pyramid
- Mimmi: Semper Eadem
- Stian Westerhus: Redundance

Årets gjennombrudd og Gramostipend
- Bølgen
- Musti
- Ringnes-Ronny
- S1sco
- Sebastian Zalo
- Skaar

Årets internasjonale suksess
- Boy Pablo
- Caroline Ailin
- Girl in Red
- Payday

Årets låt
- Alan Walker & Ava Max: Alone, Pt. II
- CLMD & Tungevaag: DANCE
- Dagny: Somebody
- Frida Ånnevik & Chris Holsten: Hvis verden
- Julie Bergan & SeeB: Kiss Somebody
- Kygo feat. OneRepublic: Lose Somebody
- TIX: Kaller på deg
- TIX: Karantene

Årets låtskriver
- Anne Lilia Berge Strand: Dark Hearts
- Kristoffer Cezinando Karlsen: Et godt stup i et grunt vann
- Nicolas Pablo Munoz: Wachito Rico
- Sondre Lerche: Patience

Årets musikkvideo
- B-Boy Myhre ft. Cezinando: Gammel person (Regie: Håkon Hoffart)
- Boy Pablo: Hey Girl (Regie: Eivind Landsvik)
- Girl in Red: Rue (Regie: Niels Windfeldt)
- Lokoy & Safario: Both Eyes (Regie: Lasse Lokøy, Kacper Tratkowski, Erik Matthew Cannon, Viktor Lier, Samuel Rud Dale)

Årets produsent
- Lars Horntveth: Pyramid
- Matias Téllez
- Ole Torjus Hofvind
- Thomas Kongshavn

Årets tekstforfatter
- Kristoffer Cezinando Karlsen: Et godt stup i et grunt vann
- Sondre Lerche: Patience
- Tuva Livsdatter Syvertsen: Slutte og byne
- Ugbad Yusuf Mustafa: Qoyskayga